# Fontána Embâcle

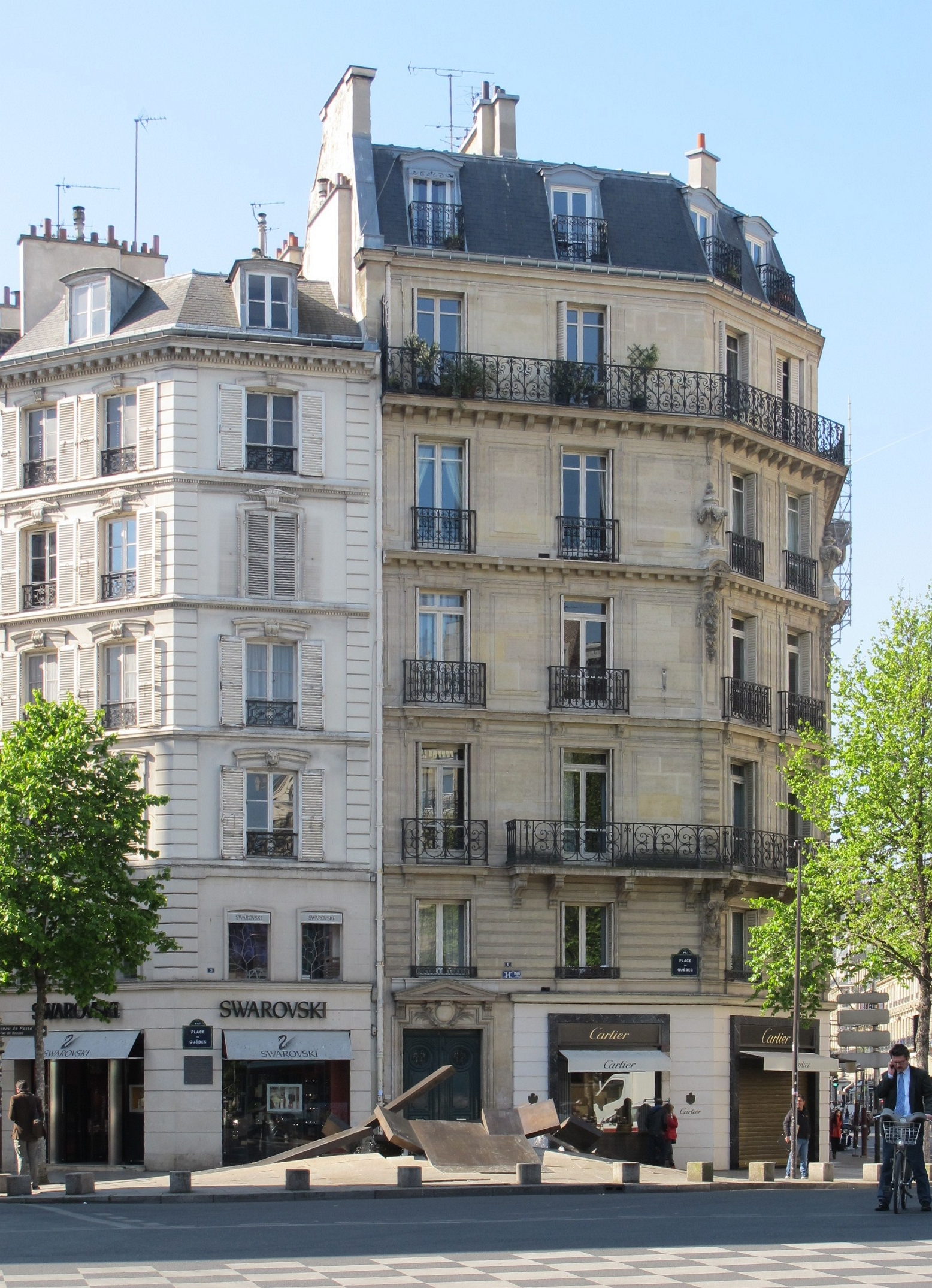
Fontána před domy na náměstí

Fontána Embâcle je fontána v Paříži v 6. obvodu na náměstí Place du Québec mezi ulicemi Rue Bonaparte a Rue de Rennes. Nachází se před známými kavárnami Café de Flore a Les Deux Magots.

## Historie
Fontána byla slavnostně otevřena v roce 1984 jako dar města Québecu městu Paříži. Autorem je kanadský umělec Charles Daudelin.

## Popis
Kašnu tvoří několik bronzových desek, které vyrážejí z chodníku. Toto uspořádání navozuje dojem poškozeného chodníku, pod kterým došlo k havárii vodovodního potrubí, ze kterého na povrch tryská voda.
Název fontány Embâcle (ledová zácpa) odkazuje na zimní období v Kanadě, kdy zamrzá řeka svatého Vavřince protékající provincií Québec.